# علی وثوق
علی وثوق سیاست‌مدار ایرانی بود، که در  دوره بیستم   به‌عنوان نماینده شاهرود در مجلس شورای ملی حضور داشت. وی در دولت علی امینی به عنوان وزیر مشاور و معاون نخست‌وزیر فعالیت کرد.